# إد بيشوب
إد بيشوب، ولد جورج فيكتوربيشوب 11يونيو 1932 في بروكلين (نيويورك)، وتوفي 8 يونيو 2005 في كينغستون على التايمز (لندن)، هو بطل اميركي.

## فيلموغرافيا
- 1967: أنت تعيش مرتين فقط: مشغل رادار في هاواي
- 1968: 2001، أوديسا الفضاء: الكابتن القمرية المكوك
- 1970: تنبيه الجسم الغريب في الفضاء (مسلسل تلفزيوني): العقيد ستريكر
- 1971: الماس إلى الأبد: كلاوس
- 1979 S.O.S. تيتانيك: هنري هاريس

وصلات خارجية
(في) إد بيشوب على قاعدة بيانات الأفلام على الإنترنت

## روابط خارجية
- إد بيشوب على موقع IMDb (الإنجليزية)
- إد بيشوب على موقع ميوزك برينز (الإنجليزية)
- إد بيشوب على موقع أول موفي (الإنجليزية)
- إد بيشوب على موقع إن إن دي بي (الإنجليزية)
- إد بيشوب على موقع أول ميوزيك (الإنجليزية)
- إد بيشوب على موقع ديسكوغز (الإنجليزية)
- إد بيشوب على موقع قاعدة بيانات الفيلم (الإنجليزية)